# Grumpy Cat
Тардар соус (англ. Tardar Sauce, скорочена кличка — Тард (англ. Tard); 4 квітня 2012 — 14 травня 2019) — домашня кішка, більш відома за її інтернет-прізвиськом Grumpy Cat (укр. Ґрампі Кет) чи Сердитий кіт. За словами власниці, подібна зовнішність пов'язана із вродженою карликовістю та неправильним прикусом.
За перші два роки своєї популярності Ґрампі Кет приніс своїй власниці Табаті Бандесен (англ. Tabatha Bundesen), у минулому офіціантці, близько 100 мільйонів доларів.

## Життєпис
Кличка кішки походить від назви соусу тартар. Це пов'язано з тим, що шерсть Ґрампі після народження була покрита темними цятками. Крістал, дочка Табати, припустила, що це схоже на соус тартар. Ім'я було написано з помилкою, проте його вирішили не змінювати.

## Популярність
Популярність домашня улюблениця отримала завдяки фотографії, розміщеній на вебресурсі Reddit, що була викладена у мережу братом власниці кішки — Брайаном Бандесеном (англ. Bryan Bundesen) 22 вересня 2012 року.
Після того, як кішка стала достатньо популярною в інтернеті, її власниця створила сторінку у соціальній мережі Facebook, на яку за невеликий час підписалося майже мільйон осіб. Станом на 9 грудня 2014 року офіційна сторінка Grumpy Cat у соціальній мережі Facebook має більше 7 млн вподобань.
У 2013 році одразу два відомих друкованих видань розмістили фотографію Ґрампі на своїх обкладинках. 30 травня це зробила щоденна газета Wall Street Journal, а 7 жовтня — журнал New York Magazine.
29 листопада 2014 року відбулася прем'єра фільму «Найгірше Різдво Сердитого Кота» (англ. Grumpy Cat’s Worst Christmas Ever), у якому Ґрампі Кет була знята у головній ролі. Озвучила Ґрампі американська акторка Обрі Пласа.

### Нагороди та відзнаки
- MSNBC відзначив Ґрампі Кет як найвпливовішого кота 2012 року[15].
- Ґрампі Кет отримала перший приз Золоте кошеня (англ. Golden Kitty) на другому щорічному Internet Cat Video кінофестивалю[16][17].
- У травні 2013 року Grumpy Cat була нагороджена премією Webby Award у номінації «Мем року»[18][19][20].
- Ґрампі Кет була нагороджена Lifetime Achievement Award 2013 Friskies[21].
- Ґрампі Кет була номінована як тварина року в 2014 Slammy Awards.

## Цікаві факти
- Grumpy Cat — зареєстрована торгова марка, відповідні документи були подані на реєстрацію у січні 2013 року[22].
- Попри невеликий зріст, кішка не є представником породи Манчкін. Батьки Ґрампі звичайні короткошерсті свійські коти[1].
- У Ґрампі Кет є рідний брат — Покі (англ. Pokey)[23][24].
- Кішку з Бородянки, врятовану із зруйнованого в результаті російського вторгнення будинку, часто називають українським Grumpy Cat через схожий вираз мордочки[25].